# أورويلية

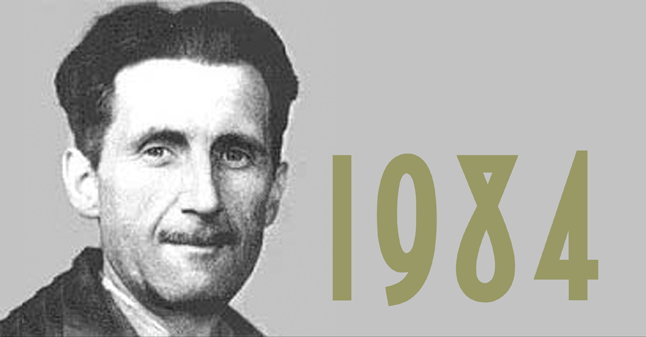
صورة لـ "جورج أورويل"

"أورويلية" (بالإنجليزية: Orwellian)‏ هي صفة لحالة، أو فكرة، أو ظرف اجتماعي نسبة لما حدده جورج أورويل كأداة لتدمير رفاهة العيش في المجتمعات الحرة والمفتوحة.